# Stjepan Zapolja
Stjepan Zapolja (mađ. Szapolyai István) (? – ?, 23. prosinca 1499.), ugarski velikaš i palatin iz slavonske velikaške obitelji Zapolja. Zajedno s bratom Mirkom obnašao je dužnost šipuškog župana te je sudjelovao u pobuni Erdeljaca protiv novih poreza što ih je 1467. godine uveo kralj Matija Korvin (1458. – 1490.). U razdoblju od 1474. do 1481. godine vršio je dužnost šleskog guvernera, a zatim vrhovnog kapetana Austrije (supremus capitaneus ducatus Austriae) i od 1490. godine zapovjednika Beča.
U dinastičkim borbama nakon smrti kralja Matije Korvina, pristao je uz Jageloviće, iako je donošenjem zakona kojim bi nižemu plemstvu osigurao sudjelovanje na Ugarskom saboru, nastojao osigurati krunu svojim potomcima.
Godine 1492. imenovan je za ugarskog palatina i na tom položaju ostaje do smrti. Imao je sinove Jurja († 1526.) i Ivana, koji je bio izabran od dijela ugarskog i slavonskog plemstva za hrvatsko-ugarskog kralja.

## Vanjske poveznice
- Stjepan Zapolja Hrvatska enciklopedija
- Zapolja Hrvatska enciklopedija